# Comunidade interpretativa
Comunidades interpretativas são um conceito teórico originado na estética da recepção e inventada por Stanley Fish.

## Conceituação
O conceito surgiu em 1976 num artigo de Fish, intitulado "Interpreting the Variorum". A teoria de Fish enuncia que um texto não possui significado fora de um conjunto de pressuposições que dizem respeito tanto ao que os caracteres significam e como devem ser interpretados. Este contexto cultural frequentemente inclui intencionalidade autoral, embora não esteja limitado a isso. Fish afirma que interpretamos textos porque somos parte de uma comunidade interpretativa que nos fornece uma forma particular de ler um texto. Além disso, diz ele, não podemos saber se alguém é ou não parte da nossa comunidade interpretativa, porque qualquer ato de comunicação em que podemos nos engajar para dizer se somos parte da mesma comunidade interpretativa teriam de ser interpretados. Isto é, já que não podemos fugir da nossa comunidade interpretativa, nunca poderemos conhecer realmente seus limites.
A ideia tem sido muito influente na estética da recepção, embora seja bastante controvertida. É frequentemente interpretada como um ponto de vista relativístico de que "palavras não têm significado", embora não seja isso o que Fish queira dizer. Muito pelo contrário, Fish é um firme defensor de suas próprias leituras de vários textos. Preferencialmente, ele pretende destacar que leituras de um texto são culturalmente construídas. Sua opinião pode ser comparada a de Louis Althusser sobre ideologia, ou a metafísica para Immanuel Kant.